# Gymnopternus flaviventris
Gymnopternus flaviventris är en tvåvingeart som beskrevs av Robinson 1964. Gymnopternus flaviventris ingår i släktet Gymnopternus och familjen styltflugor.
Artens utbredningsområde är Florida. Inga underarter finns listade i Catalogue of Life.